# Transports urbains de la communauté d’agglomération de Saumur
Pour les articles homonymes, voir Agglobus.
Les transports en commun de la Communauté d'agglomération du Saumurois, nommés Saumur Agglobus forment un réseau de bus exploité par la Communauté d'agglomération Saumur Val de Loire. Le réseau de bus permet de couvrir Saumur et son agglomération, soit un total de près de 65 000 habitants.
Le transport de l'agglomération saumuroise est constitué d'un réseau d'autobus qui dessert Saumur et les 32 communes de son agglomération, sous la marque Agglobus. Au total, neuf lignes de bus sont exploités, formant le réseau central qui dessert Saumur. Dix-sept autres lignes forment un réseau péri-urbain qui permet de desservir les communes de l'agglomération.

## Historique
Saumur Agglobus est une Société publique locale (SPL), créée en novembre 2010. Elle a pour mission d'exploiter le réseau de transports en commun de l’agglomération Saumuroise depuis le 3 juillet 2011. La société est détenu à 90% par Saumur agglo et à 10% par la ville de Saumur.

## Lignes du réseau
Les lignes urbaines circulent avec des horaires comparables à celles d'un réseau urbain (un bus toutes les 30 minutes environ), alors que les autres lignes ne circulent qu'a 3 ou 4 reprises par jour.
Le service urbain fonctionne de 6h45 à 20h, les horaires sont réduits le samedi et il n'existe aucun service le dimanche et les jours fériés.

### Lignes urbaines
| Ligne | Caractéristiques | Caractéristiques                                         | Caractéristiques                                         | Caractéristiques                                         | Caractéristiques                                         | Caractéristiques                                         | Caractéristiques                                         | Caractéristiques                                         | Caractéristiques                                         |
| 30    | Saumur Centre-Ville ⥋ Saumur Gare SNCF | Saumur Centre-Ville ⥋ Saumur Gare SNCF                   | Saumur Centre-Ville ⥋ Saumur Gare SNCF                   | Saumur Centre-Ville ⥋ Saumur Gare SNCF                   | Saumur Centre-Ville ⥋ Saumur Gare SNCF                   | Saumur Centre-Ville ⥋ Saumur Gare SNCF                   | Saumur Centre-Ville ⥋ Saumur Gare SNCF                   | Saumur Centre-Ville ⥋ Saumur Gare SNCF                   | Saumur Centre-Ville ⥋ Saumur Gare SNCF                   |
| ----- | --- | -------------------------------------------------------- | -------------------------------------------------------- | -------------------------------------------------------- | -------------------------------------------------------- | -------------------------------------------------------- | -------------------------------------------------------- | -------------------------------------------------------- | -------------------------------------------------------- |
| 30    | Ouverture / Fermeture — / — | Longueur —                                               | Durée 13 min                                             | Nb. d’arrêts 14                                          | Matériel Midibus                                         | Jours de fonctionnement L, Ma, Me, J, V, S               | Jour / Soir / Nuit / Fêtes O / N / N / N                 | Voy. / an —                                              | Exploitant SPL Saumur Agglobus                           |
| 30    | Desserte : - Ville et lieux desservis : Saumur (Centre-Ville, Les Ponts, Croix Verte, Ecoparc). - Gare desservie : Gare de Saumur. |                                                          |                                                          |                                                          |                                                          |                                                          |                                                          |                                                          |                                                          |
| 30    | Autre : - Amplitudes horaires : La ligne circule du lundi au vendredi de 6h45 à 19h35 et le samedi de 7h40 à 19h35. - Particularités : - La ligne ne passe plus par Saint Nicolas et Beaurepaire depuis l'achèvement des travaux place de la Bilange. - Date de dernière mise à jour : 27 mai 2020.                                    |                                                          |                                                          |                                                          |                                                          |                                                          |                                                          |                                                          |                                                          |
| 30    | Dernière actualisation : — |                                                          |                                                          |                                                          |                                                          |                                                          |                                                          |                                                          |                                                          |
| 31    | Saumur Centre-Ville ⥋ Saumur Saint-Hilaire-Saint-Florent | Saumur Centre-Ville ⥋ Saumur Saint-Hilaire-Saint-Florent | Saumur Centre-Ville ⥋ Saumur Saint-Hilaire-Saint-Florent | Saumur Centre-Ville ⥋ Saumur Saint-Hilaire-Saint-Florent | Saumur Centre-Ville ⥋ Saumur Saint-Hilaire-Saint-Florent | Saumur Centre-Ville ⥋ Saumur Saint-Hilaire-Saint-Florent | Saumur Centre-Ville ⥋ Saumur Saint-Hilaire-Saint-Florent | Saumur Centre-Ville ⥋ Saumur Saint-Hilaire-Saint-Florent | Saumur Centre-Ville ⥋ Saumur Saint-Hilaire-Saint-Florent |
| 31    | Ouverture / Fermeture — / — | Longueur —                                               | Durée 11 min                                             | Nb. d’arrêts 24                                          | Matériel Midibus                                         | Jours de fonctionnement L, Ma, Me, J, V, S               | Jour / Soir / Nuit / Fêtes O / N / N / N                 | Voy. / an —                                              | Exploitant SPL Saumur Agglobus                           |
| 31    | Desserte : - Ville et lieux desservis : Saumur (Centre-Ville, Lycée Saint-Louis, Saint-Hilaire-Saint-Florent). |                                                          |                                                          |                                                          |                                                          |                                                          |                                                          |                                                          |                                                          |
| 31    | Autre : - Amplitudes horaires : La ligne circule du lundi au vendredi de 6h55 à 19h35 et le samedi de 7h50 à 19h35. - Particularités : - La ligne boucle autour de Saint-Hilaire-Saint-Florent. - A certains services, la ligne effectue un détour vers le collège Delessert. - Date de dernière mise à jour : 27 mai 2020.            |                                                          |                                                          |                                                          |                                                          |                                                          |                                                          |                                                          |                                                          |
| 31    | Dernière actualisation : — |                                                          |                                                          |                                                          |                                                          |                                                          |                                                          |                                                          |                                                          |
| 32    | Saumur Centre-Ville ⥋ Saumur Bagneux | Saumur Centre-Ville ⥋ Saumur Bagneux                     | Saumur Centre-Ville ⥋ Saumur Bagneux                     | Saumur Centre-Ville ⥋ Saumur Bagneux                     | Saumur Centre-Ville ⥋ Saumur Bagneux                     | Saumur Centre-Ville ⥋ Saumur Bagneux                     | Saumur Centre-Ville ⥋ Saumur Bagneux                     | Saumur Centre-Ville ⥋ Saumur Bagneux                     | Saumur Centre-Ville ⥋ Saumur Bagneux                     |
| 32    | Ouverture / Fermeture — / — | Longueur —                                               | Durée 10/13 min                                          | Nb. d’arrêts 17                                          | Matériel Standards                                       | Jours de fonctionnement L, Ma, Me, J, V, S               | Jour / Soir / Nuit / Fêtes O / N / N / N                 | Voy. / an —                                              | Exploitant SPL Saumur Agglobus                           |
| 32    | Desserte : - Villes et lieux desservis : Saumur (Centre-Ville, Pont Fouchard, Bagneux). |                                                          |                                                          |                                                          |                                                          |                                                          |                                                          |                                                          |                                                          |
| 32    | Autre : - Amplitudes horaires : La ligne circule du lundi au vendredi de 6h55 à 19h45, et le samedi de 7h55 à 19h45. - Particularités : - La ligne effectue une boucle autour de Bagneux. - A certains services, la ligne effectue une boucle vers le collège Delessert. - Date de dernière mise à jour : 27 mai 2020.                 |                                                          |                                                          |                                                          |                                                          |                                                          |                                                          |                                                          |                                                          |
| 32    | Dernière actualisation : — |                                                          |                                                          |                                                          |                                                          |                                                          |                                                          |                                                          |                                                          |
| 33    | Saumur Centre-Ville ⥋ Saumur Hauts-Quartiers | Saumur Centre-Ville ⥋ Saumur Hauts-Quartiers             | Saumur Centre-Ville ⥋ Saumur Hauts-Quartiers             | Saumur Centre-Ville ⥋ Saumur Hauts-Quartiers             | Saumur Centre-Ville ⥋ Saumur Hauts-Quartiers             | Saumur Centre-Ville ⥋ Saumur Hauts-Quartiers             | Saumur Centre-Ville ⥋ Saumur Hauts-Quartiers             | Saumur Centre-Ville ⥋ Saumur Hauts-Quartiers             | Saumur Centre-Ville ⥋ Saumur Hauts-Quartiers             |
| 33    | Ouverture / Fermeture — / — | Longueur —                                               | Durée 9 min                                              | Nb. d’arrêts 24                                          | Matériel Standards                                       | Jours de fonctionnement L, Ma, Me, J, V, S               | Jour / Soir / Nuit / Fêtes O / N / N / N                 | Voy. / an —                                              | Exploitant SPL Saumur Agglobus                           |
| 33    | Desserte : - Ville et lieux desservis : Saumur (Centre-Ville, Château, Pôle Santé (Hôpital et clinique), Hauts-Quartiers, Cimetière, Chemin Vert, Pôle Balzac). |                                                          |                                                          |                                                          |                                                          |                                                          |                                                          |                                                          |                                                          |
| 33    | Autre : - Amplitudes horaires : La ligne circule du lundi au vendredi de 7h à 19h30, et le samedi de 7h55 à 19h30. - Particularités : - La ligne effectue une boucle en deux parties, avec pour seul terminus le centre-ville. - La ligne 34 effectue le même trajet, en sens inverse. - Date de dernière mise à jour : 27 mai 2020.   |                                                          |                                                          |                                                          |                                                          |                                                          |                                                          |                                                          |                                                          |
| 33    | Dernière actualisation : — |                                                          |                                                          |                                                          |                                                          |                                                          |                                                          |                                                          |                                                          |
| 34    | Saumur Centre-Ville ⥋ Saumur Hauts-Quartiers | Saumur Centre-Ville ⥋ Saumur Hauts-Quartiers             | Saumur Centre-Ville ⥋ Saumur Hauts-Quartiers             | Saumur Centre-Ville ⥋ Saumur Hauts-Quartiers             | Saumur Centre-Ville ⥋ Saumur Hauts-Quartiers             | Saumur Centre-Ville ⥋ Saumur Hauts-Quartiers             | Saumur Centre-Ville ⥋ Saumur Hauts-Quartiers             | Saumur Centre-Ville ⥋ Saumur Hauts-Quartiers             | Saumur Centre-Ville ⥋ Saumur Hauts-Quartiers             |
| 34    | Ouverture / Fermeture — / — | Longueur —                                               | Durée 12 min                                             | Nb. d’arrêts 25                                          | Matériel Standards                                       | Jours de fonctionnement L, Ma, Me, J, V, S               | Jour / Soir / Nuit / Fêtes O / N / N / N                 | Voy. / an —                                              | Exploitant SPL Saumur Agglobus                           |
| 34    | Desserte : - Ville et lieux desservis : Saumur (Centre-Ville, Pôle Balzac, Chemin Vert, Cimetière, Hauts-Quartiers, Pôle Santé (Hôpital et clinique), Château). |                                                          |                                                          |                                                          |                                                          |                                                          |                                                          |                                                          |                                                          |
| 34    | Autre : - Amplitudes horaires : La ligne circule du lundi au vendredi de 6h55 à 19h35, et le samedi de 7h55 à 19h35. - Particularités : - La ligne effectue une boucle en deux parties, avec pour seul terminus le centre-ville. - La ligne 33 effectue le même trajet, en sens inverse. - Date de dernière mise à jour : 27 mai 2020. |                                                          |                                                          |                                                          |                                                          |                                                          |                                                          |                                                          |                                                          |
| 34    | Dernière actualisation : — |                                                          |                                                          |                                                          |                                                          |                                                          |                                                          |                                                          |                                                          |
| 35    | Saumur Centre-Ville ⥋ Saumur Saint-Lambert-des-Levées | Saumur Centre-Ville ⥋ Saumur Saint-Lambert-des-Levées    | Saumur Centre-Ville ⥋ Saumur Saint-Lambert-des-Levées    | Saumur Centre-Ville ⥋ Saumur Saint-Lambert-des-Levées    | Saumur Centre-Ville ⥋ Saumur Saint-Lambert-des-Levées    | Saumur Centre-Ville ⥋ Saumur Saint-Lambert-des-Levées    | Saumur Centre-Ville ⥋ Saumur Saint-Lambert-des-Levées    | Saumur Centre-Ville ⥋ Saumur Saint-Lambert-des-Levées    | Saumur Centre-Ville ⥋ Saumur Saint-Lambert-des-Levées    |
| 35    | Ouverture / Fermeture — / — | Longueur —                                               | Durée 12 min                                             | Nb. d’arrêts 16                                          | Matériel Minibus                                         | Jours de fonctionnement L, Ma, Me, J, V, S               | Jour / Soir / Nuit / Fêtes O / N / N / N                 | Voy. / an —                                              | Exploitant SPL Saumur Agglobus                           |
| 35    | Desserte : - Ville et lieux desservis : Saumur (Centre-Ville, Les Ponts, Saint-Lambert-des-Levées, Collège Balzac, Millocheau). |                                                          |                                                          |                                                          |                                                          |                                                          |                                                          |                                                          |                                                          |
| 35    | Autre : - Amplitudes horaires : La ligne circule du lundi au vendredi de 7h10 à 18h45 et le samedi de 8h55 à 19h45. - Particularités : La ligne effectue un trajet en aller-retour sur chacun de ses services, ainsi que deux boucles à Saint-Lambert-des-Levées et à Millocheau. - Date de dernière mise à jour : 16 août 2018.       |                                                          |                                                          |                                                          |                                                          |                                                          |                                                          |                                                          |                                                          |
| 35    | Dernière actualisation : — |                                                          |                                                          |                                                          |                                                          |                                                          |                                                          |                                                          |                                                          |
| 36    | Saumur Centre-Ville ⥋ Distré Champ-Blanchard | Saumur Centre-Ville ⥋ Distré Champ-Blanchard             | Saumur Centre-Ville ⥋ Distré Champ-Blanchard             | Saumur Centre-Ville ⥋ Distré Champ-Blanchard             | Saumur Centre-Ville ⥋ Distré Champ-Blanchard             | Saumur Centre-Ville ⥋ Distré Champ-Blanchard             | Saumur Centre-Ville ⥋ Distré Champ-Blanchard             | Saumur Centre-Ville ⥋ Distré Champ-Blanchard             | Saumur Centre-Ville ⥋ Distré Champ-Blanchard             |
| 36    | Ouverture / Fermeture — / — | Longueur —                                               | Durée 12 min                                             | Nb. d’arrêts 18                                          | Matériel Standards                                       | Jours de fonctionnement L, Ma, Me, J, V, S               | Jour / Soir / Nuit / Fêtes O / N / N / N                 | Voy. / an —                                              | Exploitant SPL Saumur Agglobus                           |
| 36    | Desserte : - Villes et lieux desservis : Saumur (Centre-Ville, Pont Fouchard, Terrefort), Distré (Pocé, Champ-Blanchard). |                                                          |                                                          |                                                          |                                                          |                                                          |                                                          |                                                          |                                                          |
| 36    | Autre : - Amplitudes horaires : La ligne circule du lundi au samedi de 8h10 à 19h20 et le samedi de 8h20 à 19h20. - Date de dernière mise à jour : 27 mai 2020. |                                                          |                                                          |                                                          |                                                          |                                                          |                                                          |                                                          |                                                          |
| 36    | Dernière actualisation : — |                                                          |                                                          |                                                          |                                                          |                                                          |                                                          |                                                          |                                                          |

### Lignes périurbaines
| Ligne | Caractéristiques | Caractéristiques                                                   | Caractéristiques                                                   | Caractéristiques                                                   | Caractéristiques                                                   | Caractéristiques                                                   | Caractéristiques                                                   | Caractéristiques                                                   | Caractéristiques                                                   |
| 1     | Saumur Centre-Ville ⥋ Fontevraud-l'Abbaye Rochechouart | Saumur Centre-Ville ⥋ Fontevraud-l'Abbaye Rochechouart             | Saumur Centre-Ville ⥋ Fontevraud-l'Abbaye Rochechouart             | Saumur Centre-Ville ⥋ Fontevraud-l'Abbaye Rochechouart             | Saumur Centre-Ville ⥋ Fontevraud-l'Abbaye Rochechouart             | Saumur Centre-Ville ⥋ Fontevraud-l'Abbaye Rochechouart             | Saumur Centre-Ville ⥋ Fontevraud-l'Abbaye Rochechouart             | Saumur Centre-Ville ⥋ Fontevraud-l'Abbaye Rochechouart             | Saumur Centre-Ville ⥋ Fontevraud-l'Abbaye Rochechouart             |
| ----- | --- | ------------------------------------------------------------------ | ------------------------------------------------------------------ | ------------------------------------------------------------------ | ------------------------------------------------------------------ | ------------------------------------------------------------------ | ------------------------------------------------------------------ | ------------------------------------------------------------------ | ------------------------------------------------------------------ |
| 1     | Ouverture / Fermeture — / — | Longueur —                                                         | Durée 33 min                                                       | Nb. d’arrêts 30                                                    | Matériel Autocars                                                  | Jours de fonctionnement L, Ma, Me, J, V, S                         | Jour / Soir / Nuit / Fêtes O / N / N / N                           | Voy. / an —                                                        | Exploitant SPL Saumur Agglobus                                     |
| 1     | Desserte : - Villes et lieux desservis : Saumur (Pôle Balzac, Centre-Ville, Chapelle des Ardilliers, Dampierre-sur-Loire), Souzay-Champigny, Parnay, Turquant, Montsoreau, Fontevraud-l'Abbaye (Abbaye Notre-Dame de Fontevraud). |                                                                    |                                                                    |                                                                    |                                                                    |                                                                    |                                                                    |                                                                    |                                                                    |
| 1     | Autre : - Amplitudes horaires : La ligne circule du lundi au vendredi de 6h55 à 19h30, et le samedi de 7h15 à 19h30. - Particularités : Certains services ne se font qu'à la demande. - Date de dernière mise à jour : 16 août 2018. |                                                                    |                                                                    |                                                                    |                                                                    |                                                                    |                                                                    |                                                                    |                                                                    |
| 1     | Dernière actualisation : — |                                                                    |                                                                    |                                                                    |                                                                    |                                                                    |                                                                    |                                                                    |                                                                    |
| 2     | Saumur Centre-Ville ⥋ Loudun Gare routière | Saumur Centre-Ville ⥋ Loudun Gare routière                         | Saumur Centre-Ville ⥋ Loudun Gare routière                         | Saumur Centre-Ville ⥋ Loudun Gare routière                         | Saumur Centre-Ville ⥋ Loudun Gare routière                         | Saumur Centre-Ville ⥋ Loudun Gare routière                         | Saumur Centre-Ville ⥋ Loudun Gare routière                         | Saumur Centre-Ville ⥋ Loudun Gare routière                         | Saumur Centre-Ville ⥋ Loudun Gare routière                         |
| 2     | Ouverture / Fermeture — / — | Longueur —                                                         | Durée 13/50 min                                                    | Nb. d’arrêts 35                                                    | Matériel Autocars                                                  | Jours de fonctionnement L, Ma, Me, J, V, S                         | Jour / Soir / Nuit / Fêtes O / N / N / N                           | Voy. / an —                                                        | Exploitant SPL Saumur Agglobus                                     |
| 2     | Desserte : - Villes et lieux desservis : Saumur (Centre-Ville, Lycée Carnot, Collège Mendès France), Varrains, Chacé, Saint-Cyr-en-Bourg, Brézé (Château), Epieds, Saix, Morton, Saint-Léger-de-Montbrillais, Les Trois-Moutiers, Loudun. |                                                                    |                                                                    |                                                                    |                                                                    |                                                                    |                                                                    |                                                                    |                                                                    |
| 2     | Autre : - Amplitudes horaires : La ligne circule du lundi au vendredi de 6h30 à 19h30, et le samedi de 7h à 18h45. - Particularités : - Certains services, ainsi que les samedis et pendant les vacances, la ligne ne circule que sur réservation. - La desserte de la branche entre Brézé et Loudun ne se fait qu'une fois par jour. - Date de dernière mise à jour : 16 août 2018. |                                                                    |                                                                    |                                                                    |                                                                    |                                                                    |                                                                    |                                                                    |                                                                    |
| 2     | Dernière actualisation : — |                                                                    |                                                                    |                                                                    |                                                                    |                                                                    |                                                                    |                                                                    |                                                                    |
| 3     | Saumur Centre-Ville ⥋ Antoigné Lernay | Saumur Centre-Ville ⥋ Antoigné Lernay                              | Saumur Centre-Ville ⥋ Antoigné Lernay                              | Saumur Centre-Ville ⥋ Antoigné Lernay                              | Saumur Centre-Ville ⥋ Antoigné Lernay                              | Saumur Centre-Ville ⥋ Antoigné Lernay                              | Saumur Centre-Ville ⥋ Antoigné Lernay                              | Saumur Centre-Ville ⥋ Antoigné Lernay                              | Saumur Centre-Ville ⥋ Antoigné Lernay                              |
| 3     | Ouverture / Fermeture — / — | Longueur —                                                         | Durée 36/48 min                                                    | Nb. d’arrêts 24                                                    | Matériel Autocars                                                  | Jours de fonctionnement L, Ma, Me, J, V, S                         | Jour / Soir / Nuit / Fêtes O / N / N / N                           | Voy. / an —                                                        | Exploitant SPL Saumur Agglobus                                     |
| 3     | Desserte : - Villes et lieux desservis : Saumur (Centre-Ville, Pôle Balzac), Distré, Artannes-sur-Thouet, Saint-Just-sur-Dive, Montreuil-Bellay, Antoigné. |                                                                    |                                                                    |                                                                    |                                                                    |                                                                    |                                                                    |                                                                    |                                                                    |
| 3     | Autre : - Amplitudes horaires : La ligne circule du lundi au vendredi de 6h30 à 19h, et le samedi de 7h à 19h. - Particularités : Certains services, ainsi que les samedis et pendant les vacances, la ligne ne circule que sur réservation. - Date de dernière mise à jour : 16 août 2018.                                                                                          |                                                                    |                                                                    |                                                                    |                                                                    |                                                                    |                                                                    |                                                                    |                                                                    |
| 3     | Dernière actualisation : — |                                                                    |                                                                    |                                                                    |                                                                    |                                                                    |                                                                    |                                                                    |                                                                    |
| 4     | Saumur Centre-Ville ⥋ Saint-Macaire-du-Bois Chambernou | Saumur Centre-Ville ⥋ Saint-Macaire-du-Bois Chambernou             | Saumur Centre-Ville ⥋ Saint-Macaire-du-Bois Chambernou             | Saumur Centre-Ville ⥋ Saint-Macaire-du-Bois Chambernou             | Saumur Centre-Ville ⥋ Saint-Macaire-du-Bois Chambernou             | Saumur Centre-Ville ⥋ Saint-Macaire-du-Bois Chambernou             | Saumur Centre-Ville ⥋ Saint-Macaire-du-Bois Chambernou             | Saumur Centre-Ville ⥋ Saint-Macaire-du-Bois Chambernou             | Saumur Centre-Ville ⥋ Saint-Macaire-du-Bois Chambernou             |
| 4     | Ouverture / Fermeture — / — | Longueur —                                                         | Durée 30/60 min                                                    | Nb. d’arrêts 32                                                    | Matériel Autocars                                                  | Jours de fonctionnement L, Ma, Me, J, V, S                         | Jour / Soir / Nuit / Fêtes O / N / N / N                           | Voy. / an —                                                        | Exploitant SPL Saumur Agglobus                                     |
| 4     | Desserte : - Villes et lieux desservis : Saumur (Centre-Ville, Pôle Balzac, Bagneux), Distré, Le Coudray-Macouard, Montreuil-Bellay, Vaudelnay, Le Puy-Notre-Dame, Saint-Macaire-du-Bois. |                                                                    |                                                                    |                                                                    |                                                                    |                                                                    |                                                                    |                                                                    |                                                                    |
| 4     | Autre : - Amplitudes horaires : La ligne circule du lundi au samedi de 6h45 à 19h15. - Particularités : Certains services, ainsi que les samedis et pendant les vacances, la ligne ne circule que sur réservation. - Date de dernière mise à jour : 17 août 2018. |                                                                    |                                                                    |                                                                    |                                                                    |                                                                    |                                                                    |                                                                    |                                                                    |
| 4     | Dernière actualisation : — |                                                                    |                                                                    |                                                                    |                                                                    |                                                                    |                                                                    |                                                                    |                                                                    |
| 5     | Saumur Centre-Ville ⥋ Saint-Hilaire-Saint-Florent Petit Souper/ENE | Saumur Centre-Ville ⥋ Saint-Hilaire-Saint-Florent Petit Souper/ENE | Saumur Centre-Ville ⥋ Saint-Hilaire-Saint-Florent Petit Souper/ENE | Saumur Centre-Ville ⥋ Saint-Hilaire-Saint-Florent Petit Souper/ENE | Saumur Centre-Ville ⥋ Saint-Hilaire-Saint-Florent Petit Souper/ENE | Saumur Centre-Ville ⥋ Saint-Hilaire-Saint-Florent Petit Souper/ENE | Saumur Centre-Ville ⥋ Saint-Hilaire-Saint-Florent Petit Souper/ENE | Saumur Centre-Ville ⥋ Saint-Hilaire-Saint-Florent Petit Souper/ENE | Saumur Centre-Ville ⥋ Saint-Hilaire-Saint-Florent Petit Souper/ENE |
| 5     | Ouverture / Fermeture — / — | Longueur —                                                         | Durée 13/44 min                                                    | Nb. d’arrêts 21                                                    | Matériel Autocars                                                  | Jours de fonctionnement L, Ma, Me, J, V, S                         | Jour / Soir / Nuit / Fêtes O / N / N / N                           | Voy. / an —                                                        | Exploitant SPL Saumur Agglobus                                     |
| 5     | Desserte : - Villes et lieux desservis : Saumur (Centre-Ville, Pôle Balzac, Saint-Hilaire-Saint-Florent, ENE), Verrie. |                                                                    |                                                                    |                                                                    |                                                                    |                                                                    |                                                                    |                                                                    |                                                                    |
| 5     | Autre : - Amplitudes horaires : La ligne circule du lundi au samedi de 6h50 à 19h. - Particularités : Certains services, ainsi que les samedis et pendant les vacances, la ligne ne circule que sur réservation. - Date de dernière mise à jour : 17 août 2018. |                                                                    |                                                                    |                                                                    |                                                                    |                                                                    |                                                                    |                                                                    |                                                                    |
| 5     | Dernière actualisation : — |                                                                    |                                                                    |                                                                    |                                                                    |                                                                    |                                                                    |                                                                    |                                                                    |
| 6     | Saumur Centre-Ville ⥋ Vaudelnay Messemé Tilleuls | Saumur Centre-Ville ⥋ Vaudelnay Messemé Tilleuls                   | Saumur Centre-Ville ⥋ Vaudelnay Messemé Tilleuls                   | Saumur Centre-Ville ⥋ Vaudelnay Messemé Tilleuls                   | Saumur Centre-Ville ⥋ Vaudelnay Messemé Tilleuls                   | Saumur Centre-Ville ⥋ Vaudelnay Messemé Tilleuls                   | Saumur Centre-Ville ⥋ Vaudelnay Messemé Tilleuls                   | Saumur Centre-Ville ⥋ Vaudelnay Messemé Tilleuls                   | Saumur Centre-Ville ⥋ Vaudelnay Messemé Tilleuls                   |
| 6     | Ouverture / Fermeture — / — | Longueur —                                                         | Durée 16/48 min                                                    | Nb. d’arrêts 15                                                    | Matériel Minibus                                                   | Jours de fonctionnement L, Ma, Me, J, V, S                         | Jour / Soir / Nuit / Fêtes O / N / N / N                           | Voy. / an —                                                        | Exploitant SPL Saumur Agglobus                                     |
| 6     | Desserte : - Villes et lieux desservis : Saumur (Centre-Ville, Pôle Balzac, Bagneux), Distré, Courchamps, Cizay-la-Madeleine, Brossay, Vaudelnay. |                                                                    |                                                                    |                                                                    |                                                                    |                                                                    |                                                                    |                                                                    |                                                                    |
| 6     | Autre : - Amplitudes horaires : La ligne circule du lundi au samedi de 6h45 à 18h50. - Particularités : Certains services, ainsi que les samedis et pendant les vacances, la ligne ne circule que sur réservation. - Date de dernière mise à jour : 17 août 2018. |                                                                    |                                                                    |                                                                    |                                                                    |                                                                    |                                                                    |                                                                    |                                                                    |
| 6     | Dernière actualisation : — |                                                                    |                                                                    |                                                                    |                                                                    |                                                                    |                                                                    |                                                                    |                                                                    |
| 7     | Saumur Centre-Ville ⥋ Verrie Beaucheron | Saumur Centre-Ville ⥋ Verrie Beaucheron                            | Saumur Centre-Ville ⥋ Verrie Beaucheron                            | Saumur Centre-Ville ⥋ Verrie Beaucheron                            | Saumur Centre-Ville ⥋ Verrie Beaucheron                            | Saumur Centre-Ville ⥋ Verrie Beaucheron                            | Saumur Centre-Ville ⥋ Verrie Beaucheron                            | Saumur Centre-Ville ⥋ Verrie Beaucheron                            | Saumur Centre-Ville ⥋ Verrie Beaucheron                            |
| 7     | Ouverture / Fermeture — / — | Longueur —                                                         | Durée 31/40 min                                                    | Nb. d’arrêts 22                                                    | Matériel Autocars                                                  | Jours de fonctionnement L, Ma, Me, J, V, S                         | Jour / Soir / Nuit / Fêtes O / N / N / N                           | Voy. / an —                                                        | Exploitant SPL Saumur Agglobus                                     |
| 7     | Desserte : - Villes et lieux desservis : Saumur (Centre-Ville, Pôle Balzac, Bagneux, Saint-Hilaire-Saint-Florent), Distré, Rou-Marson, Verrie. |                                                                    |                                                                    |                                                                    |                                                                    |                                                                    |                                                                    |                                                                    |                                                                    |
| 7     | Autre : - Amplitudes horaires : La ligne circule du lundi au samedi de 6h50 à 19h. - Particularités : Certains services, ainsi que les samedis et pendant les vacances, la ligne ne circule que sur réservation. - Date de dernière mise à jour : 17 août 2018. |                                                                    |                                                                    |                                                                    |                                                                    |                                                                    |                                                                    |                                                                    |                                                                    |
| 7     | Dernière actualisation : — |                                                                    |                                                                    |                                                                    |                                                                    |                                                                    |                                                                    |                                                                    |                                                                    |
| 8     | Saumur Pôle Balzac ⥋ Villebernier Penvigne | Saumur Pôle Balzac ⥋ Villebernier Penvigne                         | Saumur Pôle Balzac ⥋ Villebernier Penvigne                         | Saumur Pôle Balzac ⥋ Villebernier Penvigne                         | Saumur Pôle Balzac ⥋ Villebernier Penvigne                         | Saumur Pôle Balzac ⥋ Villebernier Penvigne                         | Saumur Pôle Balzac ⥋ Villebernier Penvigne                         | Saumur Pôle Balzac ⥋ Villebernier Penvigne                         | Saumur Pôle Balzac ⥋ Villebernier Penvigne                         |
| 8     | Ouverture / Fermeture — / — | Longueur —                                                         | Durée 26/32 min                                                    | Nb. d’arrêts 25                                                    | Matériel Autocars                                                  | Jours de fonctionnement L, Ma, Me, J, V, S                         | Jour / Soir / Nuit / Fêtes O / N / N / N                           | Voy. / an —                                                        | Exploitant SPL Saumur Agglobus                                     |
| 8     | Desserte : - Villes et lieux desservis : Saumur (Pôle Balzac, Centre-Ville, Saint-Lambert-des-Levées), Villebernier, Varennes-sur-Loire. |                                                                    |                                                                    |                                                                    |                                                                    |                                                                    |                                                                    |                                                                    |                                                                    |
| 8     | Autre : - Amplitudes horaires : La ligne circule du lundi au samedi de 6h50 à 19h. - Particularités : Certains services, ainsi que les samedis et pendant les vacances, la ligne ne circule que sur réservation. - Date de dernière mise à jour : 17 août 2018. |                                                                    |                                                                    |                                                                    |                                                                    |                                                                    |                                                                    |                                                                    |                                                                    |
| 8     | Dernière actualisation : — |                                                                    |                                                                    |                                                                    |                                                                    |                                                                    |                                                                    |                                                                    |                                                                    |
| 9     | Saumur Pôle Balzac ⥋ La Breille-les-Pins Les Loges | Saumur Pôle Balzac ⥋ La Breille-les-Pins Les Loges                 | Saumur Pôle Balzac ⥋ La Breille-les-Pins Les Loges                 | Saumur Pôle Balzac ⥋ La Breille-les-Pins Les Loges                 | Saumur Pôle Balzac ⥋ La Breille-les-Pins Les Loges                 | Saumur Pôle Balzac ⥋ La Breille-les-Pins Les Loges                 | Saumur Pôle Balzac ⥋ La Breille-les-Pins Les Loges                 | Saumur Pôle Balzac ⥋ La Breille-les-Pins Les Loges                 | Saumur Pôle Balzac ⥋ La Breille-les-Pins Les Loges                 |
| 9     | Ouverture / Fermeture — / — | Longueur —                                                         | Durée 30/45 min                                                    | Nb. d’arrêts 14                                                    | Matériel Autocars                                                  | Jours de fonctionnement L, Ma, Me, J, V, S                         | Jour / Soir / Nuit / Fêtes O / N / N / N                           | Voy. / an —                                                        | Exploitant SPL Saumur Agglobus                                     |
| 9     | Desserte : - Villes et lieux desservis : Saumur (Pôle Balzac, Centre-Ville, Saint-Lambert-des-Levées), Allonnes, La Breille-les-Pins. |                                                                    |                                                                    |                                                                    |                                                                    |                                                                    |                                                                    |                                                                    |                                                                    |
| 9     | Autre : - Amplitudes horaires : La ligne circule du lundi au samedi de 6h55 à 18h45. - Particularités : Certains services, ainsi que les samedis et pendant les vacances, la ligne ne circule que sur réservation. - Date de dernière mise à jour : 17 août 2018. |                                                                    |                                                                    |                                                                    |                                                                    |                                                                    |                                                                    |                                                                    |                                                                    |
| 9     | Dernière actualisation : — |                                                                    |                                                                    |                                                                    |                                                                    |                                                                    |                                                                    |                                                                    |                                                                    |
| 10    | Saumur Pôle Balzac ⥋ Longué-Jumelles Rue du Bourg Chevreau | Saumur Pôle Balzac ⥋ Longué-Jumelles Rue du Bourg Chevreau         | Saumur Pôle Balzac ⥋ Longué-Jumelles Rue du Bourg Chevreau         | Saumur Pôle Balzac ⥋ Longué-Jumelles Rue du Bourg Chevreau         | Saumur Pôle Balzac ⥋ Longué-Jumelles Rue du Bourg Chevreau         | Saumur Pôle Balzac ⥋ Longué-Jumelles Rue du Bourg Chevreau         | Saumur Pôle Balzac ⥋ Longué-Jumelles Rue du Bourg Chevreau         | Saumur Pôle Balzac ⥋ Longué-Jumelles Rue du Bourg Chevreau         | Saumur Pôle Balzac ⥋ Longué-Jumelles Rue du Bourg Chevreau         |
| 10    | Ouverture / Fermeture — / — | Longueur —                                                         | Durée 44 min                                                       | Nb. d’arrêts 24                                                    | Matériel Autocars                                                  | Jours de fonctionnement L, Ma, Me, J, V, S                         | Jour / Soir / Nuit / Fêtes O / N / N / N                           | Voy. / an —                                                        | Exploitant SPL Saumur Agglobus                                     |
| 10    | Desserte : - Villes et lieux desservis : Saumur (Pôle Balzac, Centre-Ville, Saint-Lambert-des-Levées), Vivy, Neuillé, Longué-Jumelles. |                                                                    |                                                                    |                                                                    |                                                                    |                                                                    |                                                                    |                                                                    |                                                                    |
| 10    | Autre : - Amplitudes horaires : La ligne circule du lundi au samedi de 6h20 à 19h45. - Particularités : - Certains services ne circulent que sur réservation. - Le réseau Aléop assure des services sur le même itinéraire. - Date de dernière mise à jour : 17 août 2018. |                                                                    |                                                                    |                                                                    |                                                                    |                                                                    |                                                                    |                                                                    |                                                                    |
| 10    | Dernière actualisation : — |                                                                    |                                                                    |                                                                    |                                                                    |                                                                    |                                                                    |                                                                    |                                                                    |
| 11    | Saumur Pôle Balzac ⥋ Villebernier Chidenier | Saumur Pôle Balzac ⥋ Villebernier Chidenier                        | Saumur Pôle Balzac ⥋ Villebernier Chidenier                        | Saumur Pôle Balzac ⥋ Villebernier Chidenier                        | Saumur Pôle Balzac ⥋ Villebernier Chidenier                        | Saumur Pôle Balzac ⥋ Villebernier Chidenier                        | Saumur Pôle Balzac ⥋ Villebernier Chidenier                        | Saumur Pôle Balzac ⥋ Villebernier Chidenier                        | Saumur Pôle Balzac ⥋ Villebernier Chidenier                        |
| 11    | Ouverture / Fermeture — / — | Longueur —                                                         | Durée 35/42 min                                                    | Nb. d’arrêts 13                                                    | Matériel Autocars                                                  | Jours de fonctionnement L, Ma, Me, J, V, S                         | Jour / Soir / Nuit / Fêtes O / N / N / N                           | Voy. / an —                                                        | Exploitant SPL Saumur Agglobus                                     |
| 11    | Desserte : - Villes et lieux desservis : Saumur (Pôle Balzac, Centre-Ville), Allonnes, Villebernier. |                                                                    |                                                                    |                                                                    |                                                                    |                                                                    |                                                                    |                                                                    |                                                                    |
| 11    | Autre : - Amplitudes horaires : La ligne circule du lundi au samedi de 7h à 19h10. - Particularités : Certains services, ainsi que les samedis et pendant les vacances, la ligne ne circule que sur réservation. - Date de dernière mise à jour : 17 août 2018. |                                                                    |                                                                    |                                                                    |                                                                    |                                                                    |                                                                    |                                                                    |                                                                    |
| 11    | Dernière actualisation : — |                                                                    |                                                                    |                                                                    |                                                                    |                                                                    |                                                                    |                                                                    |                                                                    |
| 12    | Saumur Pôle Balzac ⥋ Brain-sur-Allonnes Chantepie | Saumur Pôle Balzac ⥋ Brain-sur-Allonnes Chantepie                  | Saumur Pôle Balzac ⥋ Brain-sur-Allonnes Chantepie                  | Saumur Pôle Balzac ⥋ Brain-sur-Allonnes Chantepie                  | Saumur Pôle Balzac ⥋ Brain-sur-Allonnes Chantepie                  | Saumur Pôle Balzac ⥋ Brain-sur-Allonnes Chantepie                  | Saumur Pôle Balzac ⥋ Brain-sur-Allonnes Chantepie                  | Saumur Pôle Balzac ⥋ Brain-sur-Allonnes Chantepie                  | Saumur Pôle Balzac ⥋ Brain-sur-Allonnes Chantepie                  |
| 12    | Ouverture / Fermeture — / — | Longueur —                                                         | Durée 25/30 min                                                    | Nb. d’arrêts 14                                                    | Matériel Autocars                                                  | Jours de fonctionnement L, Ma, Me, J, V, S                         | Jour / Soir / Nuit / Fêtes O / N / N / N                           | Voy. / an —                                                        | Exploitant SPL Saumur Agglobus                                     |
| 12    | Desserte : - Villes et lieux desservis : Saumur (Pôle Balzac, Centre-Ville, Saint-Lambert-des-Levées), Brain-sur-Allonnes. |                                                                    |                                                                    |                                                                    |                                                                    |                                                                    |                                                                    |                                                                    |                                                                    |
| 12    | Autre : - Amplitudes horaires : La ligne circule du lundi au samedi de 6h55 à 18h45. - Particularités : Certains services, ainsi que les samedis et pendant les vacances, la ligne ne circule que sur réservation. - Date de dernière mise à jour : 17 août 2018. |                                                                    |                                                                    |                                                                    |                                                                    |                                                                    |                                                                    |                                                                    |                                                                    |
| 12    | Dernière actualisation : — |                                                                    |                                                                    |                                                                    |                                                                    |                                                                    |                                                                    |                                                                    |                                                                    |
| 14    | Saumur Pôle Balzac ⥋ Les Rosiers-sur-Loire Rue des ponts | Saumur Pôle Balzac ⥋ Les Rosiers-sur-Loire Rue des ponts           | Saumur Pôle Balzac ⥋ Les Rosiers-sur-Loire Rue des ponts           | Saumur Pôle Balzac ⥋ Les Rosiers-sur-Loire Rue des ponts           | Saumur Pôle Balzac ⥋ Les Rosiers-sur-Loire Rue des ponts           | Saumur Pôle Balzac ⥋ Les Rosiers-sur-Loire Rue des ponts           | Saumur Pôle Balzac ⥋ Les Rosiers-sur-Loire Rue des ponts           | Saumur Pôle Balzac ⥋ Les Rosiers-sur-Loire Rue des ponts           | Saumur Pôle Balzac ⥋ Les Rosiers-sur-Loire Rue des ponts           |
| 14    | Ouverture / Fermeture — / — | Longueur —                                                         | Durée 26 min                                                       | Nb. d’arrêts 17                                                    | Matériel Autocars                                                  | Jours de fonctionnement L, Ma, Me, J, V, S                         | Jour / Soir / Nuit / Fêtes O / N / N / N                           | Voy. / an —                                                        | Exploitant SPL Saumur Agglobus                                     |
| 14    | Desserte : - Villes et lieux desservis : Saumur (Pôle Balzac, Centre-Ville, Rue Saint-Nicolas, Les Ponts, Gare, Saint-Lambert-des-Levées), Saint-Martin-de-la-Place, Saint-Clément-des-Levées, Gennes, Les Rosiers-sur-Loire. - Gare desservie : Gare de Saumur. |                                                                    |                                                                    |                                                                    |                                                                    |                                                                    |                                                                    |                                                                    |                                                                    |
| 14    | Autre : - Amplitudes horaires : La ligne circule du lundi au samedi de 6h40 à 18h45. - Particularités : - Certains services ne circulent que sur réservation. - Le réseau Aléop assure des services sur le même itinéraire. - Date de dernière mise à jour : 17 août 2018. |                                                                    |                                                                    |                                                                    |                                                                    |                                                                    |                                                                    |                                                                    |                                                                    |
| 14    | Dernière actualisation : — |                                                                    |                                                                    |                                                                    |                                                                    |                                                                    |                                                                    |                                                                    |                                                                    |
| 15    | Saumur Centre-Ville ⥋ Courléon Place de l'Eglise | Saumur Centre-Ville ⥋ Courléon Place de l'Eglise                   | Saumur Centre-Ville ⥋ Courléon Place de l'Eglise                   | Saumur Centre-Ville ⥋ Courléon Place de l'Eglise                   | Saumur Centre-Ville ⥋ Courléon Place de l'Eglise                   | Saumur Centre-Ville ⥋ Courléon Place de l'Eglise                   | Saumur Centre-Ville ⥋ Courléon Place de l'Eglise                   | Saumur Centre-Ville ⥋ Courléon Place de l'Eglise                   | Saumur Centre-Ville ⥋ Courléon Place de l'Eglise                   |
| 15    | Ouverture / Fermeture — / — | Longueur —                                                         | Durée 35 min                                                       | Nb. d’arrêts 11                                                    | Matériel Autocars                                                  | Jours de fonctionnement L, Ma, Me, J, V, S                         | Jour / Soir / Nuit / Fêtes O / N / N / N                           | Voy. / an —                                                        | Exploitant SPL Saumur Agglobus                                     |
| 15    | Desserte : - Villes et lieux desservis : Saumur (Centre-Ville, Rue Saint-Nicolas, Gare), Neuillé, Blou, Vernantes, Vernoil-le-Fourrier, Courléon. - Gare desservie : Gare de Saumur. |                                                                    |                                                                    |                                                                    |                                                                    |                                                                    |                                                                    |                                                                    |                                                                    |
| 15    | Autre : - Amplitudes horaires : La ligne circule du lundi au vendredi de 7h à 18h50 et le samedi de 7h à 17h05. - Particularités : - L'ensemble des services ne circule que sur réservation. - Le réseau Aléop assure des services sur le même itinéraire. - Date de dernière mise à jour : 18 août 2018.                                                                            |                                                                    |                                                                    |                                                                    |                                                                    |                                                                    |                                                                    |                                                                    |                                                                    |
| 15    | Dernière actualisation : — |                                                                    |                                                                    |                                                                    |                                                                    |                                                                    |                                                                    |                                                                    |                                                                    |
| 16    | Saumur Pôle Balzac ⥋ Louerre Salle des fêtes | Saumur Pôle Balzac ⥋ Louerre Salle des fêtes                       | Saumur Pôle Balzac ⥋ Louerre Salle des fêtes                       | Saumur Pôle Balzac ⥋ Louerre Salle des fêtes                       | Saumur Pôle Balzac ⥋ Louerre Salle des fêtes                       | Saumur Pôle Balzac ⥋ Louerre Salle des fêtes                       | Saumur Pôle Balzac ⥋ Louerre Salle des fêtes                       | Saumur Pôle Balzac ⥋ Louerre Salle des fêtes                       | Saumur Pôle Balzac ⥋ Louerre Salle des fêtes                       |
| 16    | Ouverture / Fermeture — / — | Longueur —                                                         | Durée 25/66 min                                                    | Nb. d’arrêts 13                                                    | Matériel Autocars                                                  | Jours de fonctionnement L, Ma, Me, J, V, S                         | Jour / Soir / Nuit / Fêtes O / N / N / N                           | Voy. / an —                                                        | Exploitant SPL Saumur Agglobus                                     |
| 16    | Desserte : - Villes et lieux desservis : Saumur (Pôle Balzac, Bagneux), Distré, Les Ulmes, Cizay-la-Madeleine, Montfort, Doué-en-Anjou, Ambillou-Château, Louerre. |                                                                    |                                                                    |                                                                    |                                                                    |                                                                    |                                                                    |                                                                    |                                                                    |
| 16    | Autre : - Amplitudes horaires : La ligne circule du lundi au vendredi de 6h45 à 20h15 et le samedi de 8h20 à 20h15. - Particularités : - Certains services, la ligne ne circule que sur réservation. - Le réseau Aléop assure des services sur le même itinéraire. - Date de dernière mise à jour : 18 août 2018.                                                                    |                                                                    |                                                                    |                                                                    |                                                                    |                                                                    |                                                                    |                                                                    |                                                                    |
| 16    | Dernière actualisation : — |                                                                    |                                                                    |                                                                    |                                                                    |                                                                    |                                                                    |                                                                    |                                                                    |
| 17    | Saumur Centre-Ville ⥋ Saint-Georges-des-Sept-Voies La Génaudière | Saumur Centre-Ville ⥋ Saint-Georges-des-Sept-Voies La Génaudière   | Saumur Centre-Ville ⥋ Saint-Georges-des-Sept-Voies La Génaudière   | Saumur Centre-Ville ⥋ Saint-Georges-des-Sept-Voies La Génaudière   | Saumur Centre-Ville ⥋ Saint-Georges-des-Sept-Voies La Génaudière   | Saumur Centre-Ville ⥋ Saint-Georges-des-Sept-Voies La Génaudière   | Saumur Centre-Ville ⥋ Saint-Georges-des-Sept-Voies La Génaudière   | Saumur Centre-Ville ⥋ Saint-Georges-des-Sept-Voies La Génaudière   | Saumur Centre-Ville ⥋ Saint-Georges-des-Sept-Voies La Génaudière   |
| 17    | Ouverture / Fermeture — / — | Longueur —                                                         | Durée 35 min                                                       | Nb. d’arrêts 16                                                    | Matériel Autocars                                                  | Jours de fonctionnement L, Ma, Me, J, V, S                         | Jour / Soir / Nuit / Fêtes O / N / N / N                           | Voy. / an —                                                        | Exploitant SPL Saumur Agglobus                                     |
| 17    | Desserte : - Villes et lieux desservis : Saumur (Centre-Ville, Pôle Balzac, Musée du Champignon), Chênehutte-Trèves-Cunault, Gennes-Val de Loire, Saint-Georges-des-Sept-Voies. |                                                                    |                                                                    |                                                                    |                                                                    |                                                                    |                                                                    |                                                                    |                                                                    |
| 17    | Autre : - Amplitudes horaires : La ligne circule du lundi au vendredi de 7h à 17h05 et le samedi de 8h15 à 17h05. - Particularités : - Certains services, la ligne ne circule que sur réservation. - Le réseau Aléop assure des services sur le même itinéraire. - Date de dernière mise à jour : 18 août 2018.                                                                      |                                                                    |                                                                    |                                                                    |                                                                    |                                                                    |                                                                    |                                                                    |                                                                    |
| 17    | Dernière actualisation : — |                                                                    |                                                                    |                                                                    |                                                                    |                                                                    |                                                                    |                                                                    |                                                                    |

## Parc de véhicules
En novembre 2024, le parc d'autobus du réseau Saumur Agglobus est composé de 24 véhicules dont 9 bus standards, 4 midibus, 2 minibus et 9 autocars. Au sein de cette flotte, 3 bus fonctionnent à l'électrique, 3 bus fonctionnent au gaz naturel, les autres véhicules sont équipés de moteurs Diesel.

### Bus standards
| Constructeur | Modèle          | Nombre | Numéros de parc | Période de mise en service         | Affectation    | Observation      |
| ------------ | --------------- | ------ | --------------- | ---------------------------------- | -------------- | ---------------- |
| Heuliez Bus  | GX 317          | 1      | 74              | Juin 2002                          | 32, 33, 34, 36 | Réforme en cours |
| Heuliez Bus  | GX 327          | 1      | 82              | Novembre 2006                      | 32, 33, 34, 36 | –                |
| Heuliez Bus  | GX 337          | 1      | 99              | Février 2018                       | 32, 33, 34, 36 | –                |
| Heuliez Bus  | GX 337 ELEC     | 3      | 115-117         | Entre janvier 2024 et février 2024 | 32, 33, 34, 36 | –                |
| Scania       | Citywide LF GNV | 3      | 103-105         | Février 2020                       | 32, 33, 34, 36 | –                |

### Midibus
| Constructeur | Modèle   | Nombre | Numéros de parc | Période de mise en service          | Affectation | Observation |
| ------------ | -------- | ------ | --------------- | ----------------------------------- | ----------- | ----------- |
| Heuliez Bus  | GX 127   | 2      | 89, 93          | Entre janvier 2011 et décembre 2012 | 31          | –           |
| Heuliez Bus  | GX 127 L | 1      | 95              | Janvier 2013                        | 30          | –           |
| Heuliez Bus  | GX 137 L | 1      | 97              | Décembre 2015                       | 30          | –           |

### Minibus
| Constructeur | Modèle  | Nombre | Numéros de parc | Période de mise en service | Affectation | Observation |
| ------------ | ------- | ------ | --------------- | -------------------------- | ----------- | ----------- |
| Dietrich     | City 23 | 1      | 96              | Juin 2016                  | 35          | –           |
| Volkswagen   | Crafter | 1      | 91              | Janvier 2009               | 6           | –           |

### Autocars
| Constructeur | Modèle                 | Nombre | Numéros de parc  | Période de mise en service      | Affectation                                        | Observation |
| ------------ | ---------------------- | ------ | ---------------- | ------------------------------- | -------------------------------------------------- | ----------- |
| Iveco Bus    | Crossway High Value    | 2      | 25655, 36496     | Entre juillet 2017 et août 2019 | 1, 2, 3, 4, 5, 7, 8, 9, 10, 11, 12, 14, 15, 16, 17 | –           |
| MAN          | Lion's Intercity C R61 | 1      | + 1 inconnu      | Décembre 2020                   | 1, 2, 3, 4, 5, 7, 8, 9, 10, 11, 12, 14, 15, 16, 17 | –           |
| MAN          | Lion's Intercity C R62 | 5      | 98, 100-102, 106 | Entre février 2017 à mars 2020  | 1, 2, 3, 4, 5, 7, 8, 9, 10, 11, 12, 14, 15, 16, 17 | –           |
| Temsa        | LD 12 SB Plus          | 1      | 6677             | Juin 2020                       | 1, 2, 3, 4, 5, 7, 8, 9, 10, 11, 12, 14, 15, 16, 17 | –           |

### Dépôts
- Le dépôt de SPL Saumur Agglobus est situé dans la principauté, au 28 place de la gare de l'Etat, 49400 Saumur